# Digitaria platycarpha
Digitaria platycarpha är en gräsart som först beskrevs av Carl Bernhard von Trinius, och fick sitt nu gällande namn av Otto Stapf. Digitaria platycarpha ingår i släktet fingerhirser, och familjen gräs. Inga underarter finns listade i Catalogue of Life.